# Павлов, Сергей Александрович
Серге́й Алекса́ндрович Па́влов (род. 16 сентября 1955, Фурманов, Ивановская область) — советский и российский футбольный тренер. Заслуженный тренер России.
Под его руководством команды «Текстильщик» в 1991 году, «Сатурн» в 1998 году, «Уралан» в 2001 году, «Луч-Энергия» в 2005 году и «Арсенал» в 2016 году выходили в высший дивизион и Премьер-лигу. Входил в тренерский штаб сборной России (1995—1996, 1999—2002), в том числе — на чемпионате мира 2002 года.

## Биография
В возрасте 5 лет семья переехала в Камышин. В 21 год получил серьёзную травму (разрыв крестообразных связок) и вынужден был завершить карьеру футболиста. Окончив Волгоградский институт физкультуры, начал тренерскую карьеру. Возглавлял камышинский «Текстильщик», раменский «Сатурн», элистинский «Уралан», новороссийский «Черноморец», владивостокский «Луч-Энергия», краснодарскую «Кубань», ярославский «Шинник». В качестве помощника Олега Романцева работал в сборной России и московском «Спартаке».

### «Текстильщик» (Камышин), «Сатурн» и «Уралан»
Павлов с 1979 по 1997 год возглавлял камышинский «Текстильщик». Руководимый Павловым «Текстильщик» в 1993 году занял четвёртое место в чемпионате страны и завоевал право играть в Кубке УЕФА. В сезоне 1994/95 команда из Камышина обыграла по сумме двух встреч венгерскую «Бекешчабу», а затем в упорной борьбе уступила «Нанту».
В 1998—2000 годах тренировал раменский «Сатурн», который вывел в высший дивизион в 1998 году. Возглавлял «Сатурн» также в сезоне-2014/15 (с сентября).
По итогам сезона-2001 возглавляемый Павловым элистинский «Уралан» вышел в высший дивизион. Покинул команду по ходу сезона-2002. После возвращения из Японии с чемпионата мира 2002 он, по его словам, «не узнал команду». В 2001 году в дубль «Уралана» на должность главного тренера пригласил Леонида Слуцкого.

### «Черноморец», «Луч-Энергия» и «Кубань»
«Луч-Энергия» — четвёртая команда, которую Павлов вывел в Премьер-лигу, это произошло в 2005 году. В первый год в Премьер-лиге «Луч» занял 7-е место (лучший результат за всю историю клуба). Весь второй сезон команда шла над предпоследнем месте, но Павлов смог удержать команду от вылета. В конце года был отправлен в отставку. В мае 2011 года снова принял приморскую команду, заявив, что с удовольствием возвращается во Владивосток. 2 мая 2012 года ушёл с поста главного тренера команды.
3 апреля 2008 года Сергей Павлов возглавил «Кубань», выступавшую в первом дивизионе. На этой должности он сменил Александра Тарханова, который покинул команду из-за проблем со здоровьем. Из-за разногласий с руководством клуба по финансовым вопросам, в начале 2-го круга, 10 августа Сергей Павлов был отправлен в отставку.

### «Шинник», «Торпедо» и «Арсенал»
13 августа 2008 года Сергей Павлов согласовал условия контракта и приступил к работе в качестве главного тренера «Шинника» из Ярославля, на тот момент находившегося на последнем месте в российской Премьер-лиге. 11 мая 2009 года, на пресс-конференции после домашнего поражения со счётом 1:2 от екатеринбургского «Урала», Сергей Александрович объявил об отставке; по его словам, данное решение он принял ещё накануне, и отставка состоялась бы при любом исходе игры с «Уралом». На следующий день на собрании руководство «Шинника» приняло отставку Павлова.
С 7 декабря 2009 по 16 августа 2010 года — главный тренер московского «Торпедо».
В феврале 2016 года был назначен главным тренером тульского «Арсенала». 25 мая клуб завершил сезон в ФНЛ с лучшим для себя результатом за все время выступления в первом дивизионе, выдав к концу сезона 14-матчевую беспроигрышную и 7-матчевую победную серии. 4 октября 2016 года Павлов покинул пост главного тренера. К этому моменту «Арсенал» одержал одну победу в девяти матчах и занимал 14 место в чемпионате с семью очками.

### «Атырау», «Ротор» «Текстильщик» (Иваново) и «Волгарь»
31 декабря 2019 года подписал трудовой контракт с ивановским «Текстильщиком». 9 октября 2021 года, после завершения матча с «Томью» (1:1), покинул свой пост в связи с неудовлетворительными результатами коллектива, занимавшего на момент его ухода 17-ю строчку в турнирной таблице.
22 августа 2023 года был назначен главным тренером футбольного клуба «Волгарь» (Астрахань). Дебютный матч против подмосковного клуба «Химки» завершился со счётом 0:0. Покинул «Волгарь» 16 апреля 2024 года.

## Статистика в качестве тренера
| Клуб                      | Начало работы    | Окончание работы | Результаты | Результаты | Результаты | Результаты | Результаты | Результаты | Результаты | Результаты |
| Клуб                      | Начало работы    | Окончание работы | И          | В          | Н          | П          | МЗ         | МП         | РМ         | % побед    |
| ------------------------- | ---------------- | ---------------- | ---------- | ---------- | ---------- | ---------- | ---------- | ---------- | ---------- | ---------- |
| Текстильщик (Камышин)     | 23 июля 1979     | 10 ноября 1997   | 261        | 86         | 66         | 109        | 309        | 336        | −27        | 032,95     |
| Сатурн                    | 20 ноября 1997   | 13 ноября 2000   | 109        | 46         | 32         | 31         | 138        | 107        | +31        | 042,20     |
| Уралан                    | 17 декабря 2000  | 15 августа 2002  | 55         | 24         | 17         | 14         | 81         | 60         | +21        | 043,64     |
| Черноморец (Новороссийск) | 28 июля 2003     | 22 октября 2003  | 15         | 2          | 2          | 11         | 15         | 31         | −16        | 013,33     |
| Луч-Энергия               | 1 июля 2004      | 18 ноября 2007   | 134        | 58         | 34         | 42         | 185        | 139        | +46        | 043,28     |
| Кубань                    | 3 апреля 2008    | 1 августа 2008   | 22         | 14         | 4          | 4          | 40         | 18         | +22        | 063,64     |
| Шинник                    | 13 августа 2008  | 12 мая 2009      | 24         | 6          | 4          | 14         | 16         | 29         | −13        | 025,00     |
| Торпедо (Москва)          | 7 декабря 2009   | 16 августа 2010  | 22         | 14         | 1          | 7          | 42         | 24         | +18        | 063,64     |
| Луч-Энергия               | 7 мая 2011       | 2 мая 2012       | 40         | 11         | 16         | 13         | 34         | 30         | +4         | 027,50     |
| Сатурн                    | 25 сентября 2014 | 12 июня 2015     | 18         | 11         | 2          | 5          | 27         | 16         | +11        | 061,11     |
| Арсенал (Тула)            | 25 февраля 2016  | 5 октября 2016   | 24         | 12         | 7          | 5          | 28         | 22         | +6         | 050,00     |
| Атырау                    | 13 апреля 2017   | 21 сентября 2017 | 26         | 10         | 5          | 11         | 25         | 35         | −10        | 038,46     |
| Ротор                     | 18 октября 2017  | 21 мая 2018      | 20         | 7          | 4          | 9          | 17         | 18         | −1         | 035,00     |
| Текстильщик (Иваново)     | 31 декабря 2019  | 10 октября 2021  | 64         | 17         | 18         | 29         | 53         | 79         | −26        | 026,56     |
| Волгарь                   | 22 августа 2023  | 16 апреля 2024   | 24         | 7          | 9          | 8          | 22         | 26         | −4         | 029,17     |
| Всего                     | Всего            | Всего            | 858        | 325        | 221        | 312        | 1032       | 970        | +62        | 037,88     |